# نايجل شابمان
نايجل شابمان (31 مايو 1945 في المملكة المتحدة - ) (بالإنجليزية: Nigel Chapman)‏ هو لاعب كريكت بريطاني.